# Plagiorhynchinae
Sous-famille
Les Plagiorhynchinae sont une sous-famille d'acanthocéphales. Les  acanthocéphales sont des vers à tête épineuse, c'est-à-dire de petits animaux vermiformesés. Ils sont parasites de vertébrés et sont caractérisés par un proboscis rétractable portant des épines courbées en arrière qui leur permet de s'accrocher à la paroi intestinale de leurs hôtes.

## Liste du genre et des espèces
La sous-famille des Plagiorhynchinae comprend un genre composé des espèces suivantes :
- Plagiorhynchus Luehe, 1911
  - Plagiorhynchus angrense (Travassos, 1926)
  - Plagiorhynchus bullocki Schmidt et Kuntz, 1966
  - Plagiorhynchus charadrii (Yamaguti, 1939)
  - Plagiorhynchus charadriicola (Dollfus, 1953)
  - Plagiorhynchus crassicollis (Villot, 1911)
  - Plagiorhynchus cylindraceus (Goeze, 1782)
  - Plagiorhynchus gallinagi (Schachtachtinskaia, 1953)
  - Plagiorhynchus genitopapillatus (Lundstroem, 1942)
  - Plagiorhynchus golvani Schmidt et Kuntz, 1966
  - Plagiorhynchus gracilis (Petrochenko, 1958)
  - Plagiorhynchus lemnisalis Belopolskaia, 1958
  - Plagiorhynchus limnobaeni (Tubangui, 1933)
  - Plagiorhynchus linearis (Westrumb, 1891)
  - Plagiorhynchus longirostris (Travassos, 1926)
  - Plagiorhynchus malayensis (Tubangui, 1935)
  - Plagiorhynchus menurae (Johnston, 1912)
  - Plagiorhynchus nicobarensis (Soota et Kansal, 1970)
  - Plagiorhynchus ogatai (Fukui et Morisita, 1936)
  - Plagiorhynchus paulus Van Cleave et Williams, 1950
  - Plagiorhynchus pittarum (Tubangui, 1935)
  - Plagiorhynchus rectus (Linton, 1892)
  - Plagiorhynchus reticulatus (Westrumb, 1821)
  - Plagiorhynchus rheae (Marval, 1902)
  - Plagiorhynchus rossicus (Kostylev, 1915)
  - Plagiorhynchus rostratum (Marval, 1902)
  - Plagiorhynchus russelli Tadros, 1970
  - Plagiorhynchus scolopacidis (Kostylev, 1915)
  - Plagiorhynchus spiralis (Rudolphi, 1809)
  - Plagiorhynchus totani (Porta, 1910)
  - Plagiorhynchus urichi (Marval, 1902)